# Голованов, Владимир Алексеевич
Владимир Алексеевич Голованов (1903—1956) — сотрудник советских органов государственной безопасности, полковник, начальник секретариата НКГБ СССР.

## Биография
Владимир Алексеевич Голованов родился в 1903 году в Саратове. В 1915 году окончил начальную школу, в 1916 году — один год высшего начального училища в Саратове, в 1921 году — школу для взрослых 2-й ступени в Воронеже. В ноябре 1920 года пошёл на службу в органы ВЧК-ГПУ, служил в цензурных подразделения Воронежской губернской ЧК (губернского ОГПУ). В декабре 1922 года Голованов был уволен по сокращению, после чего работал заместителем заведующего, заведующим Воронежским губернским отделом народного образования. С февраля 1925 года работал на хозяйственных и партийных должностях в различных городах Воронежской губернии. В 1933 году окончил Воронежский химико-технологический институт.
В сентябре 1933 года Голованов вновь поступил на службу в органы государственной безопасности СССР. Начинал службу в территориальных подразделениях ОГПУ-НКВД СССР Воронежской области. В июне 1937 года Голованов был переведён на работу в центральный аппарат НКВД СССР. С января 1939 года был помощником начальника следственной части НКВД СССР, заместителем начальника секретариата НКВД СССР. На протяжении всего времени существования первого НКГБ СССР в феврале-июле 1941 года Голованов возглавлял его секретариат.
В годы Великой Отечественной войны Голованов руководил отделами в различных управлениях НКВД и НКГБ СССР. В послевоенное время продолжал службу на руководящих должностях в структурах Министерства государственной безопасности СССР и Министерства внутренних дел СССР. В феврале 1954 года в звании полковника государственной безопасности Голованов был уволен по возрасту. Проживал в Москве. Умер в 1956 году.
Заслуженный работник НКВД СССР. Был также награждён орденом Красного Знамени, двумя орденами Красной Звезды, орденом «Знак Почёта» и рядом медалей.